# Night of Champions 2010
Night of Champions 2010 was een professioneel worstel-pay-per-viewevenement dat georganiseerd werd door World Wrestling Entertainment (WWE). Dit evenement was de derde editie van Night of Champions en vond plaats in de Allstate Arena in Rosemont (Illinois) op 19 september 2010.

## Matchen
| Nr.                                                                          | Match | Winnaar(s)                       |
| ---------------------------------------------------------------------------- | --- | -------------------------------- |
| 1                                                                            | Dolph Ziggler (c) Kofi Kingston in een een-op-eenmatch | Dolph Ziggler (c)                |
| 2                                                                            | CM Punk vs. The Big Show in een een-op-eenmatch | The Big Show                     |
| 3                                                                            | The Miz (c) vs. Daniel Bryan in een een-op-eenmatch voor het WWE United States Championship | Daniel Bryan (nc)                |
| 4                                                                            | Melina (c) vs. Team Lay-Cool (c) in een Divas en Women's Championship unificatie Lumberjill match | Michelle McCool (nc)             |
| 5                                                                            | Kane (c) vs. The Undertaker in een een-op-eenmatch voor het World Heavyweight Championship | Kane (c)                         |
| 6                                                                            | The Hart Dynasty (c) vs. The Usos vs. Santino Marella & Vladimir Kozlov vs Cody Rhodes & Drew McIntyre vs. Evan Bourne & Mark Henry in een Tag Team Turmoil match voor het WWE Tag Team Championship | Cody Rhodes & Drew McIntyre (nc) |
| 7                                                                            | Sheamus (c) vs. Wade Barrett vs. Chris Jericho vs. Edge vs. Randy Orton vs. John Cena in een Six-Pack Challenge voor het WWE Championship                                                            | Randy Orton (nc)                 |
| (c) huidige kampioen voor en na de match \| (nc) nieuwe kampioen na de match | |                                  |